# Manoel Pinto da Fonseca
Manoel Pinto da Fonseca  (24 mai 1681  à Lamego, Portugal - 24 janvier 1773  à La Valette, Malte) est un noble portugais et le 68e grand maître des Hospitaliers de l'ordre de Saint-Jean de Jérusalem. Il a été le premier à créer et à utiliser le titre de Son Altesse Éminentissime.

## Biographie
Il était le fils de Miguel Álvaro Pinto da Fonseca, Alcaide-Mór de Ranhados, et de son épouse, Ana Pinto Teixeira. Avant son élection comme grand-maître le 18 janvier 1741, Pinto da Fonseca était chevalier de la Langue de Castille au Grand prieuré de Portugal. Il avait un fils illégitime par Rosenda Paulichi (fille d'Alberigo Paulichi et Patronilla Ramuzetta), nommé José António Pinto da Fonseca e Vilhena, qui a épousé sa cousine germaine Maria Inácia Pinto da Fonseca de Sousa Teixeira e Vilhena, fille illégitime de Francisco Vaz Pinto (le frère de Manoel Pinto da Fonseca) par la dénommée Clara Cerqueira.[réf. nécessaire]

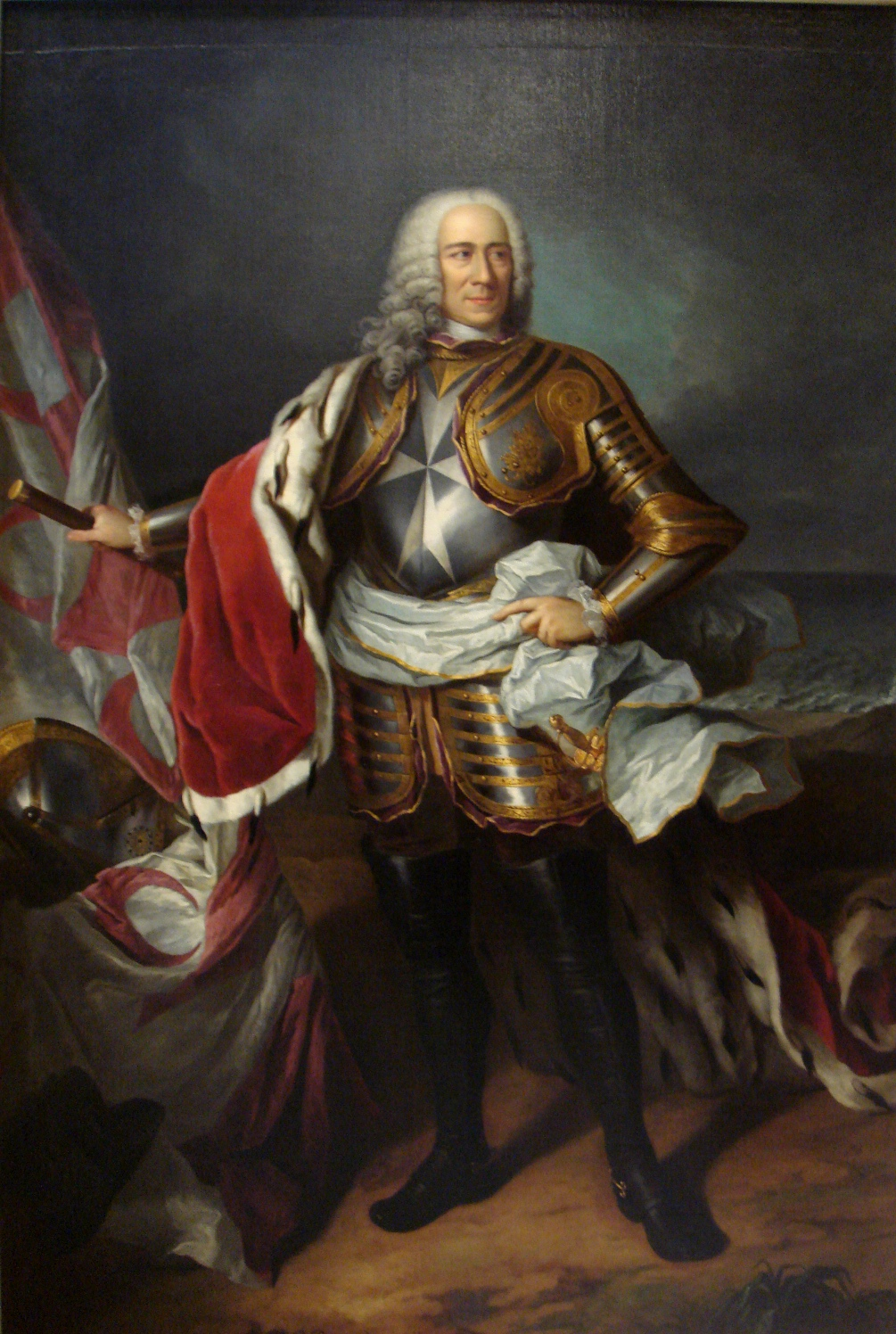
Manoel Pinto da Fonseca par Pierre Bernard.

Plusieurs événements marquèrent le long magistère de Manoel Pinto da Fonseca :
- Le complot du bacha en 1749, conjuration des esclaves musulmans de l'île visant à tuer le grand maître et à prendre le pouvoir pour le compte de l'empire ottoman.
- L'affaire de la Couronne ottomane, navire amiral turc, capturé par ses esclaves chrétiens après une mutinerie et offert à l'Ordre. Il est au centre d'une crise diplomatique entre la Porte, la France et l'Ordre. L'affaire se résout par le rachat du navire par la France à L'Ordre et entraîne un tutorat de plus en plus contraignant de la France sur la politique étrangère de L'Ordre.
- L'affaire du capitaine de nuit, qui met en évidence la déliquescence du pouvoir hospitalier mais aussi l'émergence d'un sentiment national maltais face à la domination de l'Ordre, de plus en plus mal vécue par la population[3].

## Sources bibliographiques
- Bertrand Galimard Flavigny, Histoire de l'ordre de Malte, Paris, Perrin, 2005  (ISBN 2-262-02115-5)